# Expo 2010
L'Expo 2010 (ufficialmente (EN)  Expo 2010 Shanghai China, (ZH)  中国2010年上海世界博览会) è stata l'esposizione universale organizzata dalla città di Shanghai, in Cina. Il tema scelto era stato Better city, better life (Una città migliore, una vita migliore).
L'esposizione si svolse tra il 1º maggio 2010 e il 31 ottobre 2010, per un totale di 6 mesi, come richiesto dal BIE. I padiglioni espositivi vennero situati sulle due rive del fiume Huangpu che attraversa Shanghai, per un totale di 192 Paesi espositori e 50 organizzazioni internazionali. L'Esposizione universale del 2010 è ricordata come la più costosa e con il maggior numero di partecipanti mai organizzata fino ad oggi.

## Tema
Il tema scelto per la Expo 2010 di Shanghai fu Better city, better life (Città migliore, vita migliore) ovvero migliorare la qualità della vita in ambito urbano. Si volle discutere del problema della pianificazione urbana e dello sviluppo sostenibile nelle nuove aree cittadine, ma anche del come effettuare le riqualificazioni nel tessuto urbano esistente. La tematica partiva dal presupposto che dal secolo scorso ad oggi la popolazione che vive nelle città è aumentata dal 2% al 50%, con la prospettiva di un 55% nel 2010.
Vennero individuati i seguenti sottotemi dell'esposizione:
- L'unione di diverse culture all'interno delle città
- La prosperità economica nelle città
- Innovazioni della scienza e della tecnologia nelle città
- Rimodellazione delle comunità cittadine
- Interazione tra aree urbane e rurali

## Sito

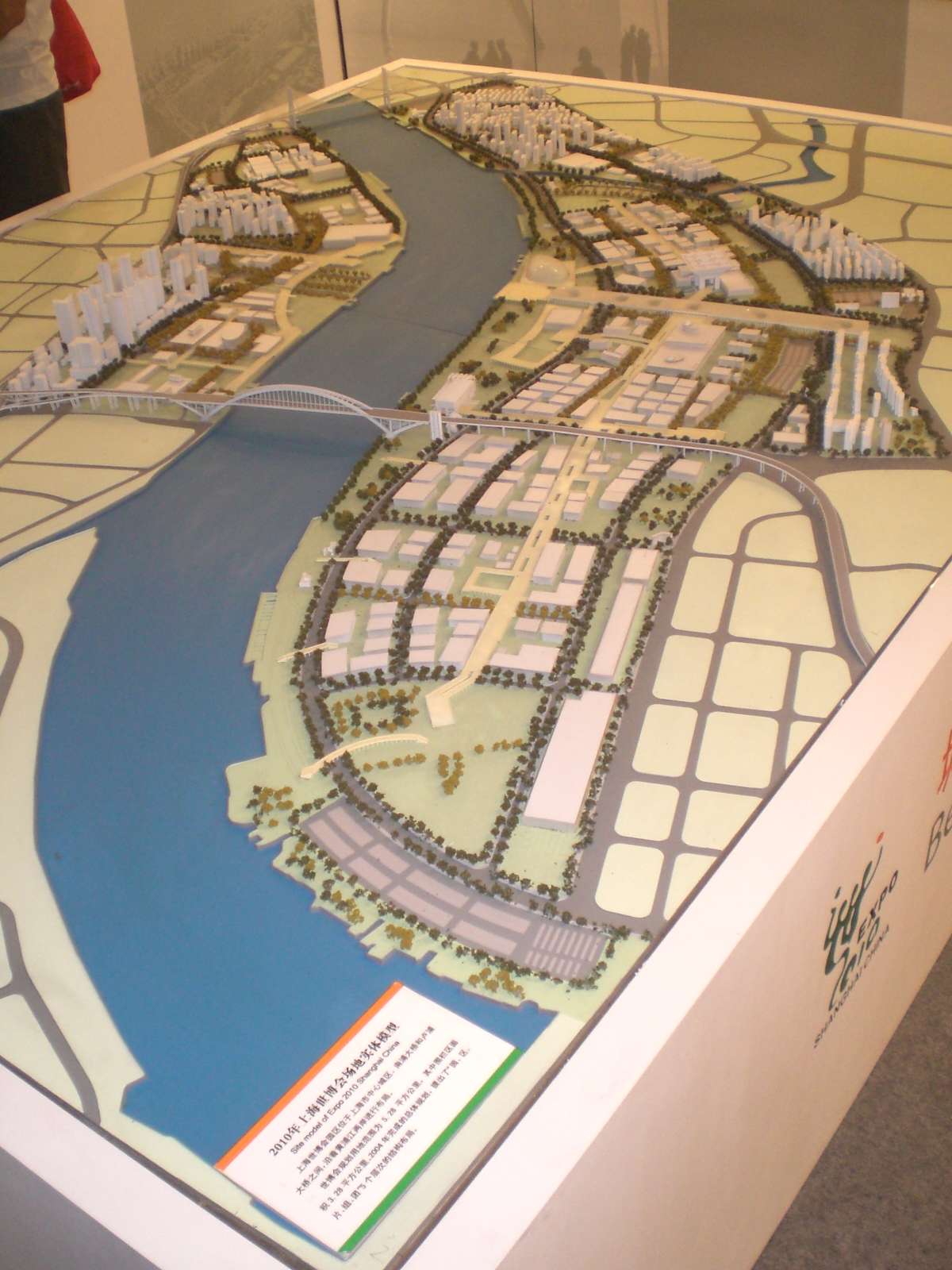
Plastico dell'area Expo 2010

L'area dedicata alla Expo 2010 si trovava sulle due sponde del fiume Huangpu collegate da un ponte e da traghetti fluviali. L'intero sito copriva circa 5.3 km² diviso tra la sezione Pudong su una riva (circa 4 km²) e la sezione Puxi (circa 1.3 km²) sull'altra.
Vennero previsti inoltre otto padiglioni collettivi e un museo dedicato alle Expo.
Vennero individuate cinque zone, ognuna ampia circa 50 ettari, mentre i padiglioni furono organizzati in otto gruppi, sei dei quali posizionati nella sezione Pudong e gli altri due nella sezione Puxi. A loro volta i gruppi vennero organizzati in 26 cluster, ognuno dei quali dotato dei propri servizi, dalla ristorazione ai bagni, dalle telecomunicazioni ai servizi di infermeria. I padiglioni vennero organizzati su base continentale.
- Zona A: ospitò il padiglione cinese e quelli asiatici, con l'eccezione dei Paesi del sud-est asiatico;
- Zona B: ospitò i padiglioni dei Paesi del sud-est asiatico, quelli dell'Oceania, delle organizzazioni internazionali, i padiglioni tematici, il World Expo Centre e un teatro per gli spettacoli (Expo Performance Centre);
- Zona C: qui vennero installati i padiglioni di America, Europa e Africa più un parco di divertimenti di circa 10 ettari;
- Zona D: localizzata nella sezione Puxi, ospitò gli edifici recuperati da alcune antiche fabbriche cinesi; tutta la zona sarà dedicata a esposizioni pubbliche e scambi culturali;
- Zona E: localizzata nella sezione Puxi e ospitò i padiglioni delle aziende, i padiglioni della Civilizzazione Urbana e dell'Esplorazione Urbana, e la zona Urban Best Practice.

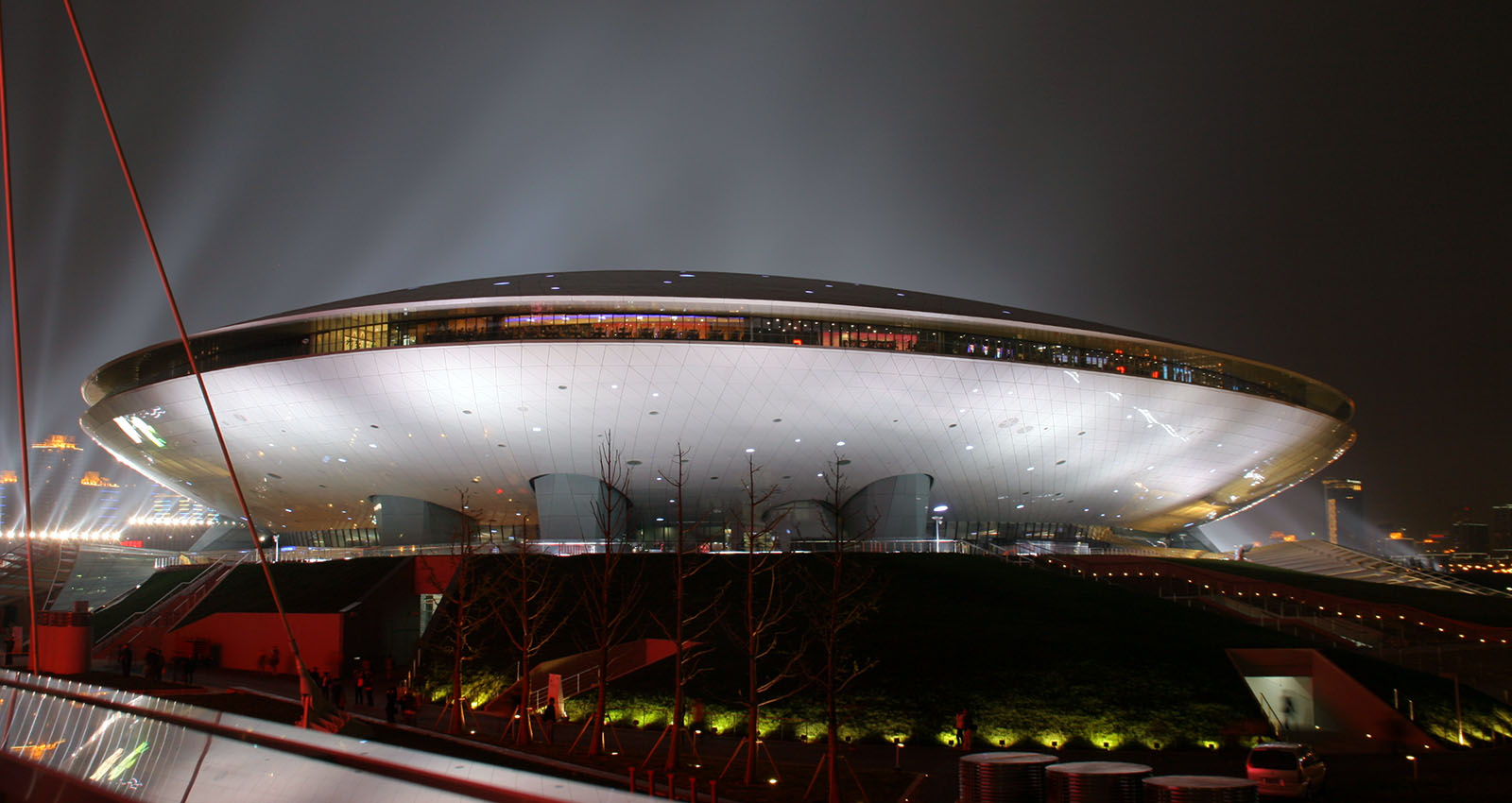
Expo Performance Center

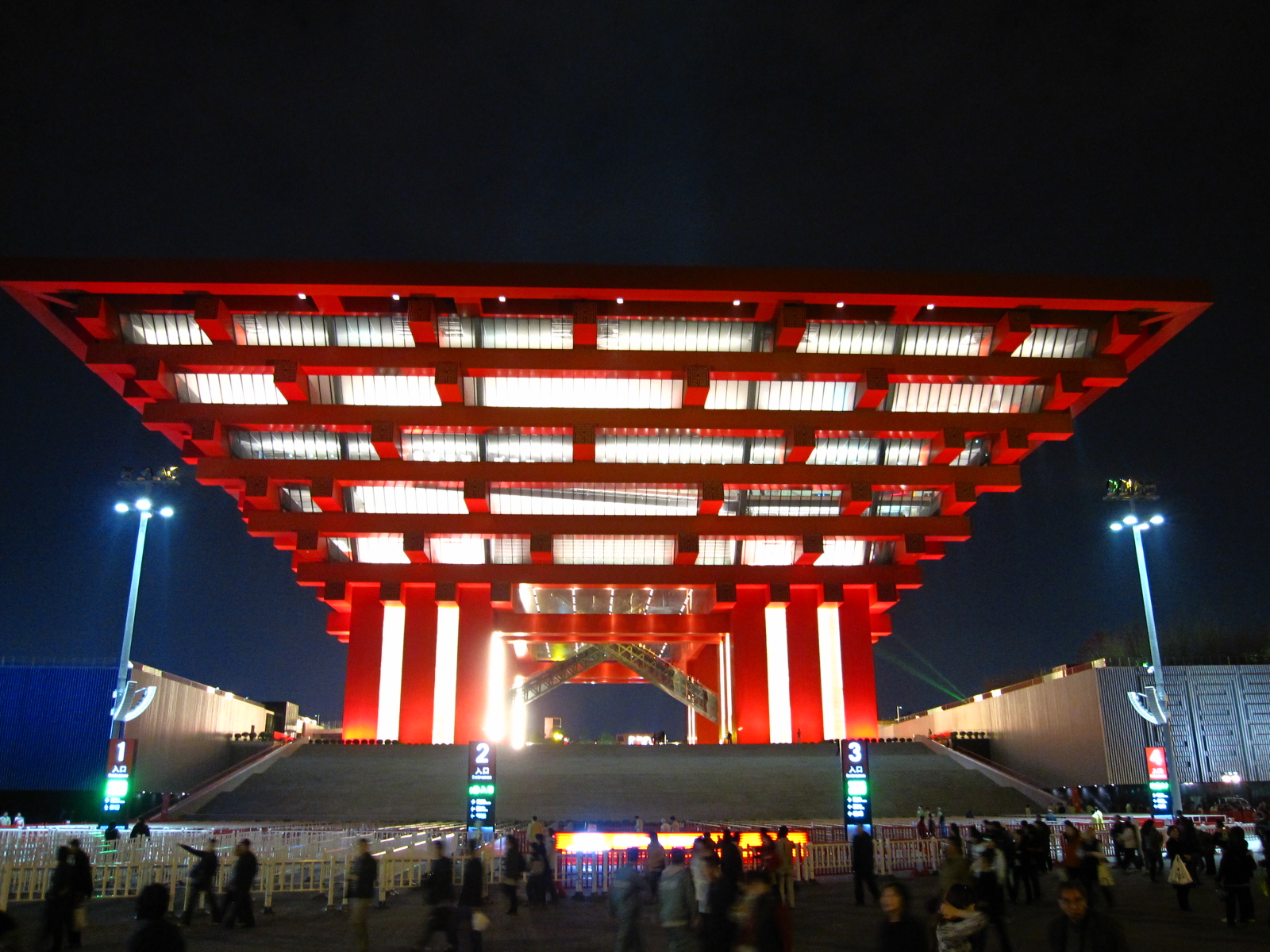
Padiglione cinese

I padiglioni dei partecipanti furono di tre tipologie:
1. Disegnato e costruito dal partecipante su terreno messo a disposizione dall'organizzazione;
2. Autonomo costruito dall'organizzazione e affittato al partecipante;
3. Spazio offerto dall'organizzazione ai Paesi in via di sviluppo, collocato all'interno di un padiglione collettivo. Sono previsti otto padiglioni collettivi.

Tra le varie strutture costruite all'interno dell'area, le seguenti divennero permanenti:
- Padiglione della Cina

Il padiglione nazionale fu progettato con l'idea di riprodurre la tradizionale corona orientale cinese. Il tema dell'esposizione che rappresentò la cultura cinese è La corona orientale, il picco della Cina, il granaio per il Mondo e per le persone ricche. Tutta la struttura è dipinta nel classico rosso Città Proibita. Il padiglione comprendeva i 37.000 metri quadrati del padiglione cinese propriamente detto, i 38.000 del padiglione collettivo delle regioni cinesi e i 3.300 per il padiglione dedicato a Macao, Hong Kong e Taiwan.
- Boulevard dell'Expo

Altrimenti detto Expo Axis (Asse dell'Expo), era il viale principale dell'esposizione, caratterizzato da una tensostruttura di ca.65.000 metri quadri.
- World Expo Centre
- Expo Performance Centre

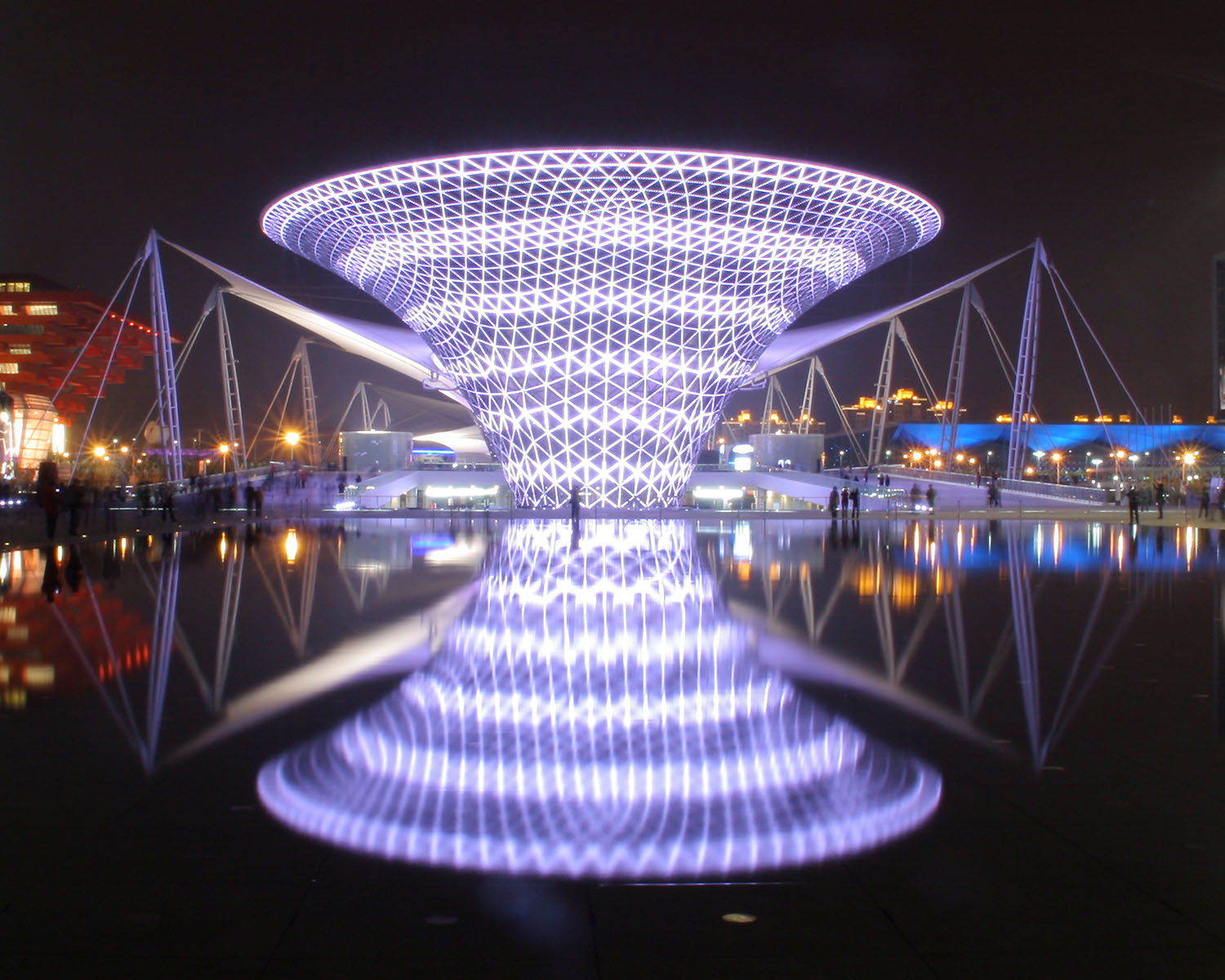
Expo Axis

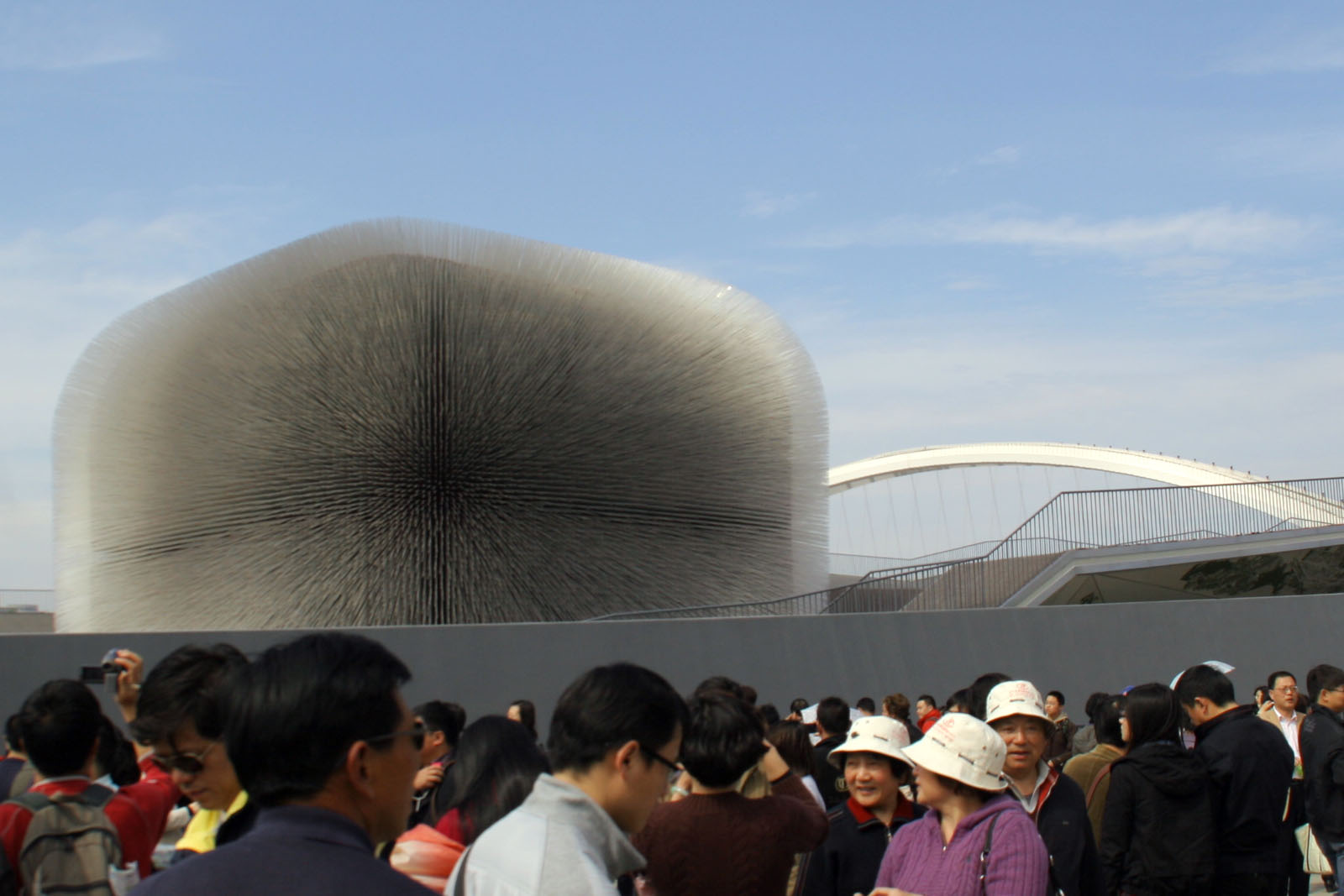
padiglione del Regno Unito

Venne previsto inoltre un museo dedicato alle Expo.
L'area Expo includeva anche un parco tipo zona umida di 14 ettari per la conservazione dell'habitat naturale del fiume Huangpu, situata nella zona denominata Pudong.

### Padiglioni tematici
Nel sito Expo vennero organizzati cinque padiglioni tematici:
- Urbanian - L'esposizione al suo interno si concentrava sui temi delle necessità e dello sviluppo delle persone all'interno dell'ambiente cittadino, toccando sottotemi quali il lavoro, i contatti, la salute e l'apprendimento. Il tutto venne presentato avendo come riferimento sei famiglie reali in sei città di sei continenti.
- Essere Città - La città veniva qui comparata ad un essere vivente fatto di carne, ossa e anima, con un metabolismo e una circolazione da far funzionare correttamente.
- Pianeta Urbano - Un globo di 32 metri di diametro presenta un'esposizione riguardo a come lo sviluppo delle città a volte provochi problemi ecologici, ma anche quali siano le soluzioni a tali problematiche.
- Impronta - Il padiglione era formato da tre esibizioni differenti denominate Le origini della città, La città che cresce e Saggezza urbana, che volevano mostrare la nascita e la crescita delle città. Vennero presi come esempi città quali Firenze, Amsterdam, Bisanzio, oltre a città dell'antica Cina e dell'antico Giappone, ed inoltre si presentavano le problematiche cittadine sorte a partire dalla Rivoluzione industriale.
- Futuro - Un'esposizione interattiva su come potrebbe essere la città del futuro, attraverso film, libri e sculture.

I primi tre vennero dislocati in Zona B e l'edificio che li ospitava era ispirato dalla tecnica dell'origami. Gli ulteriori due erano invece collocati in Zona D ed E rispettivamente, ospitati in edifici industriali riconvertiti.

### Urban Best Practices Area
All'interno dell'area espositiva della Expo 2010 venne allestita una zona di circa 15 ettari dedicata alle Urban Best Practices (UBPA - Urban Best Practices Area) ovvero alle esperienze più significative in ambito urbano. Per esporre all'interno di questa zona furono scelti 49 progetti proposti da città e regioni di tutto il mondo. L'iniziativa ebbe un successo incredibile contando che il progetto iniziale prevedeva l'esposizione di solo la metà del numero dei progetti effettivamente scelto.
In particolare vennero esposti 15 progetti specifici e 44 concetti generali, così classificati:
- Progetti Specifici:
  - Edilizia residenziale
  - Edilizia per uffici
  - Edilizia per il tempo libero
  - Altri
- Concetti generali:
  - Città vivibili
  - Urbanizzazione sostenibile
  - Protezione e utilizzazione dell'eredità storica

### Expo Shanghai online
Per la fruizione multimediale del sito è stata creata una pagina web apposita denominata Expo Shanghai online che permette di visitare virtualmente l'esposizione, selezionando le singole zone e padiglioni, e visualizzando esterni ed interni delle singole strutture.

## Partecipanti

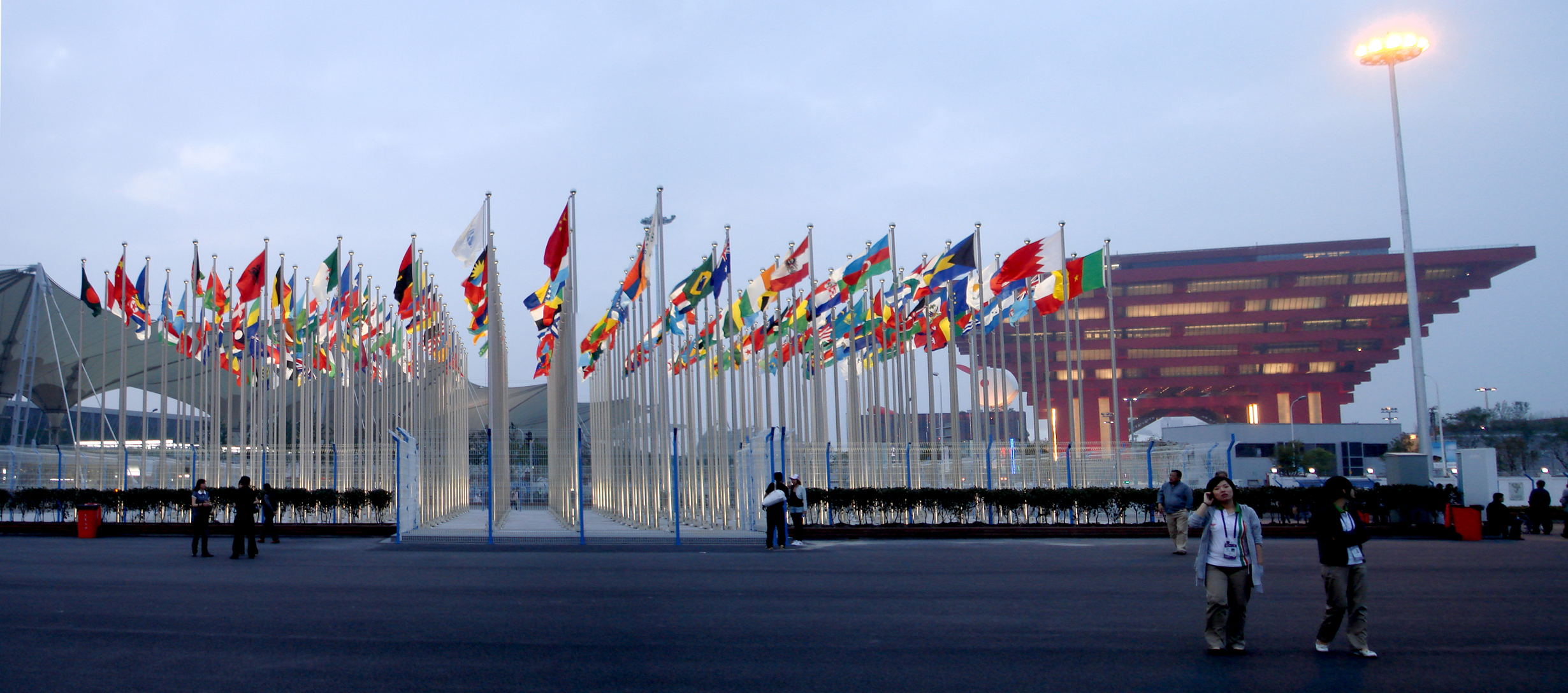
Le bandiere dei partecipanti a Expo 2010

La Expo di Shanghai vide la partecipazione di 192 Paesi e 50 organizzazioni internazionali. In particolare:
- 186 Paesi riconosciuti dalle Nazioni Unite (Cina inclusa)
- 2 Paesi non riconosciuti dall'ONU, Taiwan e Palestina
- 2 stati associati alla Nuova Zelanda, Niue e Isole Cook
- 2 regioni amministrative speciali cinesi, Macao e Hong Kong

Gli unici Paesi riconosciuti dall'ONU che non parteciparono, a causa di problemi economici, furono Burkina Faso, Bhutan e Kuwait.

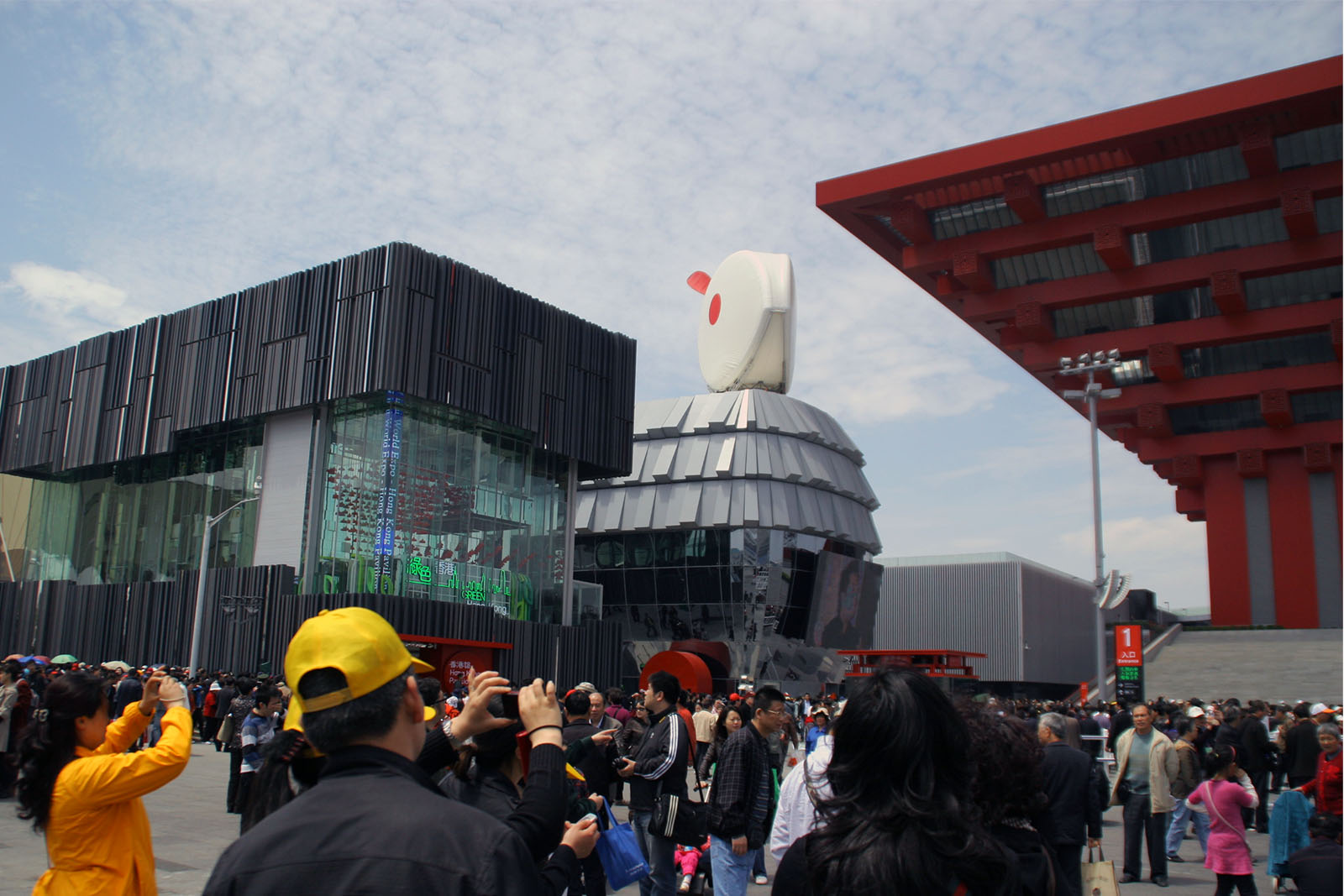
padiglione della Cina (a destra), padiglione di Hong Kong (al centro), padiglione del Macau (a sinistra)

La Expo 2010 di Shanghai segnò il ritorno degli Stati Uniti d'America tra i Paesi espositori dopo una lunga assenza. La partecipazione degli USA avvenne in maniera atipica: siccome le leggi federali non permettono alcuna spesa per poter presenziare a esposizioni internazionali quali le Expo, il padiglione statunitense fu organizzato e gestito da una associazione non profit e grazie a fondi privati. Il segretario di Stato Hillary Clinton diede comunque l'appoggio al progetto.
| Paesi | Paesi | Paesi | Paesi |
| --- | ----- | ----- | ----- |
| |       |       |       |
| Americhe |       |       |       |
| - Antigua e Barbuda - Argentina - Bahamas - Barbados - Belize - Bolivia - Brasile - Canada - Cile - Colombia - Costa Rica - Cuba - Dominica - Ecuador - El Salvador - Giamaica - Grenada - Guatemala - Guyana - Haiti - Honduras - Messico - Nicaragua - Paraguay - Panama - Perù - Rep. Dominicana - Saint Kitts e Nevis - Saint Lucia - Saint Vincent e Grenadine - Suriname - Stati Uniti - Trinidad e Tobago - Uruguay - Venezuela |       |       |       |
| Africa |       |       |       |
| - Algeria - Angola - Benin - Botswana - Burundi - Camerun - Capo Verde - Ciad - Comore - Costa d'Avorio - Egitto - Eritrea - Etiopia - Gabon - Gambia - Ghana - Gibuti - Guinea - Guinea-Bissau - Guinea Equatoriale - Kenya - Lesotho - Liberia - Libia - Madagascar - Malawi - Mali - Marocco - Mauritius - Mauritania - Mozambico - Namibia - Niger - Nigeria - Rep. Centrafricana - Rep. del Congo - RD del Congo - Ruanda - Senegal - Seychelles - Sierra Leone - Somalia - Sudafrica - Sudan - Tanzania - Togo - Tunisia - Uganda - Zambia - Zimbabwe |       |       |       |
| Asia |       |       |       |
| - Afghanistan - Arabia Saudita - Brunei - Bangladesh - Cambogia - Cina - Corea del Nord - Corea del Sud - Emirati Arabi Uniti - Filippine - Giappone - Giordania - Hong Kong - India - Indonesia - Iraq - Iran - Israele - Kazakistan - Kirghizistan - Laos - Libano - Macao - Maldive - Malaysia - Birmania - Mongolia - Nepal - Oman - Pakistan - Palestina - Qatar - Palestina - Singapore - Siria - Sri Lanka - Thailandia - Taiwan - Tagikistan - Timor Est - Turkmenistan - Uzbekistan - Vietnam - Yemen                                              |       |       |       |
| Europa |       |       |       |
| - Albania - Armenia - Austria - Azerbaigian - Belgio - Bielorussia - Bosnia ed Erzegovina - Bulgaria - Croazia - Cipro - Danimarca - Estonia - Francia - Finlandia - Georgia - Germania - Grecia - Islanda - Irlanda - Italia - Lettonia - Liechtenstein - Lituania - Lussemburgo - Macedonia - Malta - Moldavia - Monaco - Montenegro - Norvegia - Paesi Bassi - Polonia - Portogallo - Regno Unito - Rep. Ceca - Romania - Russia - San Marino - Serbia - Slovacchia - Slovenia - Spagna - Svezia - Svizzera - Turchia - Ungheria - Ucraina               |       |       |       |
| Oceania |       |       |       |
| - Australia - Figi - Isole Cook - Isole Marshall - Isole Salomone - Kiribati - Micronesia - Nauru - Niue - Nuova Zelanda - Palau - Papua Nuova Guinea - Samoa - Tonga - Tuvalu - Vanuatu |       |       |       |
| Stati/Regioni/Città |       |       |       |
| - Pechino - Tianjin - Hebei - Shanxi - Mongolia Interna - Liaoning - Jilin - Heilongjiang - Jiangsu - Zhejiang - Anhui - Fujian - Jiangxi - Shandong - Henan - Hubei - Hunan - Guangdong - Guangxi - Hainan - Chongqing - Sichuan - Guizhou - Yunnan - Tibet - Shaanxi - Gansu - Qinghai - Ningxia - Xinjiang - Shanghai |       |       |       |
| Organizzazioni |       |       |       |
| - Nazioni Unite - FAO - AIEA - IMO - UNAIDS - UNCDF - UNEP - WIPO - CARICOM - Unione africana - Lega araba - ASEAN - EUMETSAT - SPTO - AIE - Forum delle isole del Pacifico - Mercato comune dell'Africa orientale e meridionale - Banca per lo sviluppo dei Caraibi - CGLU - OMS - GEF - FFA - DEVNET - WWC - Croce Rossa - WTCA - WWF - Boao Forum for Asia - Unione europea |       |       |       |
| Aziende |       |       |       |
| - China Mobile - China Telecom - China Aviation Industry Corporation - China Eastern Airlines - China National Petroleum Corporation - China Petrochemical Corporation - China National Offshore Oil Corporation |       |       |       |

Le province e le città cinesi ebbero a disposizione 600 m2 cadauno, messi a disposizione in un padiglione comune all'interno del padiglione nazionale cinese. Macao, Taiwan e Hong Kong organizzarono padiglioni separati in questa zona, causa il loro status particolare.

### Padiglioni nazionali

Logo del padiglione italiano

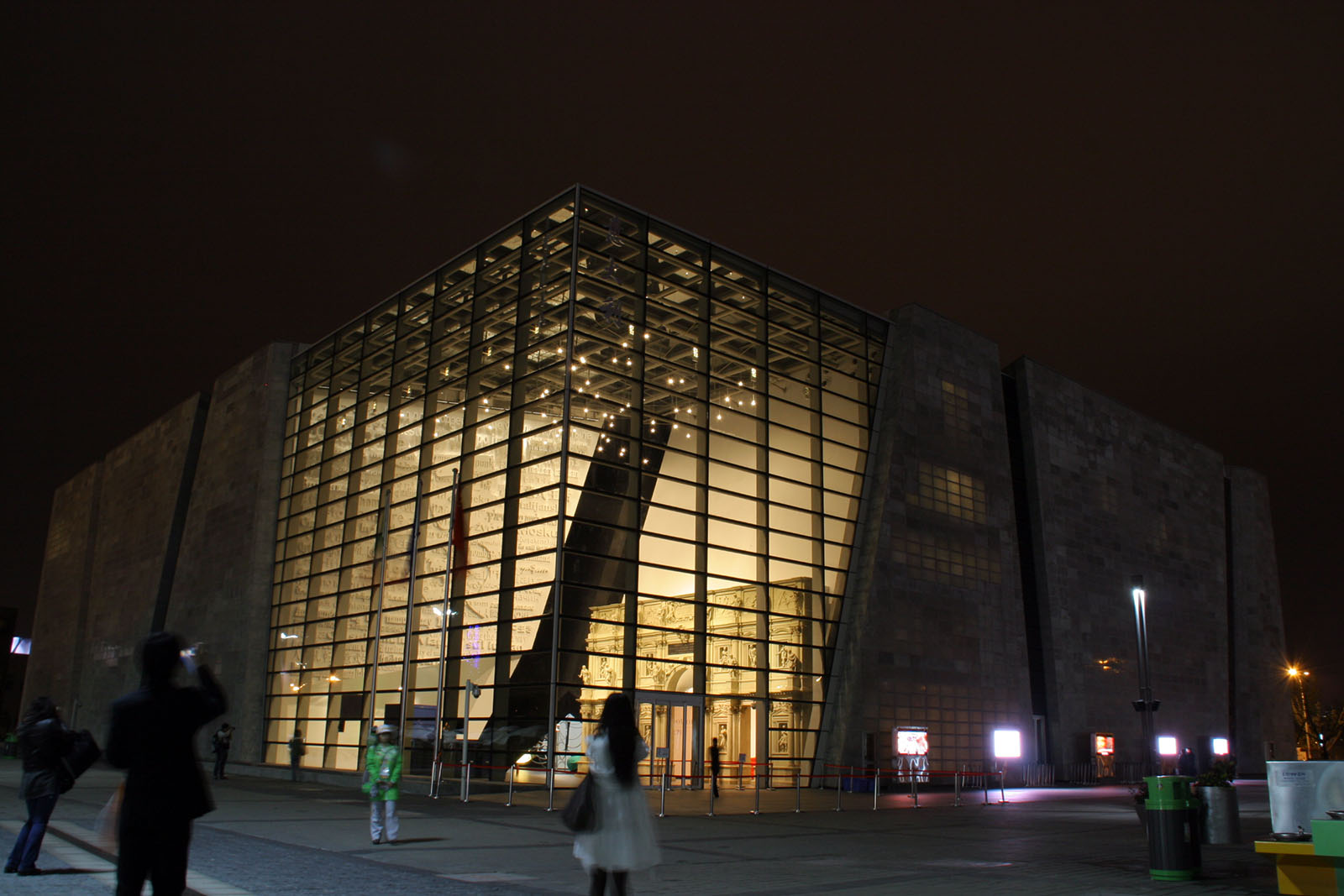
Padiglione italiano [https://web.archive.org/web/20101024004627/http://www.archinfo.it/padiglione-italiano-per-expo-2010-shanghai/0,1254,53_ART_1741,00.html

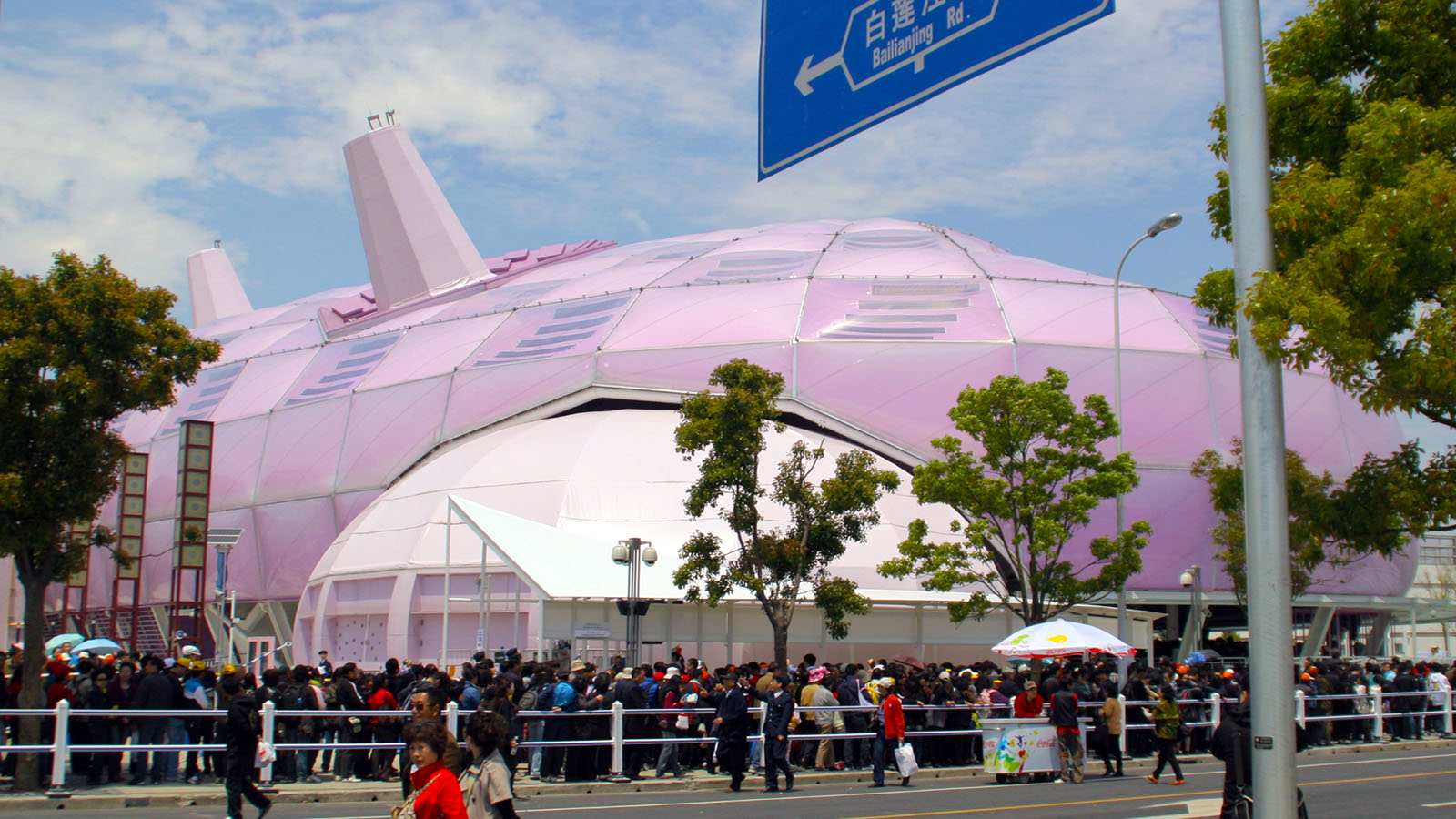
Padiglione giapponese

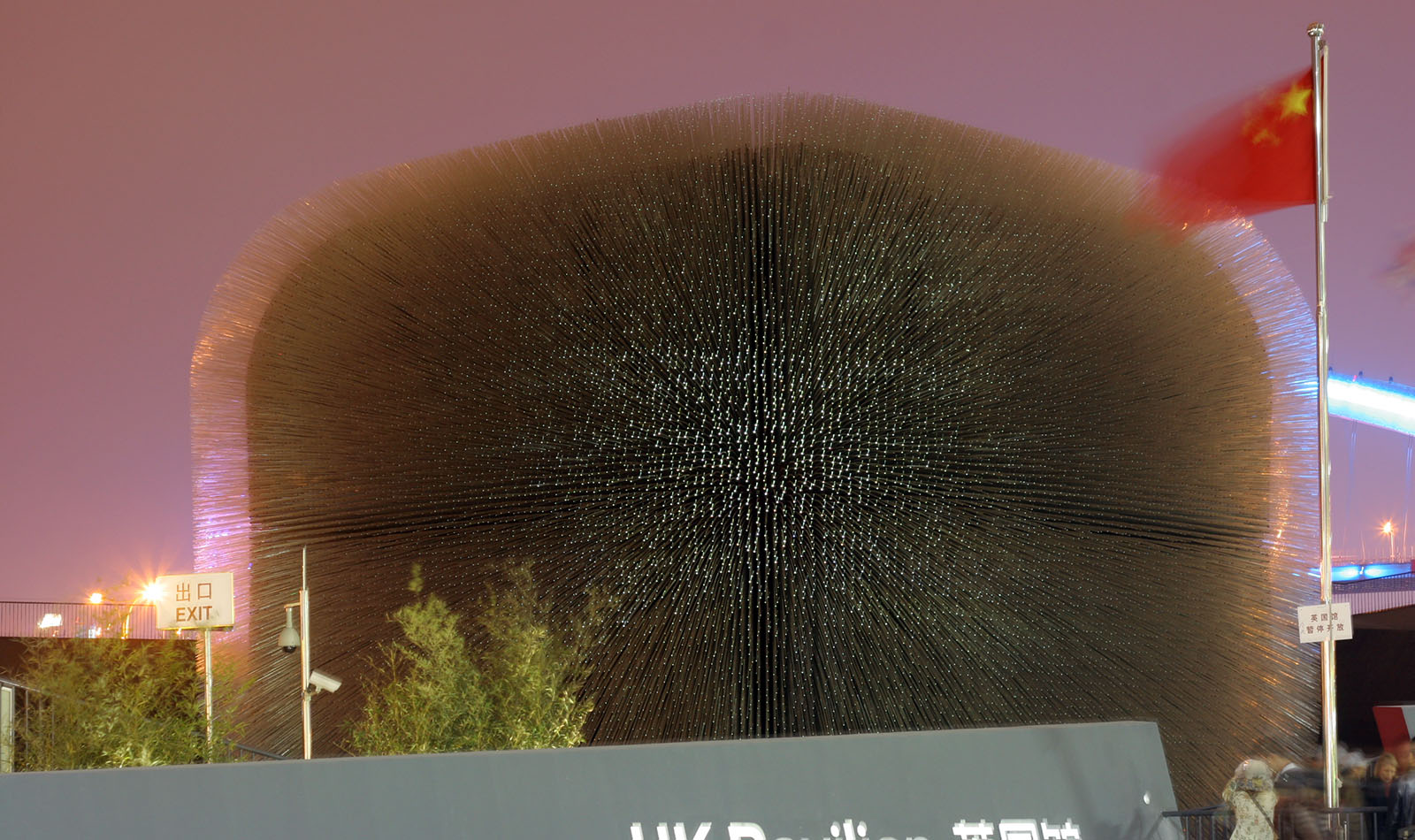
Padiglione britannico

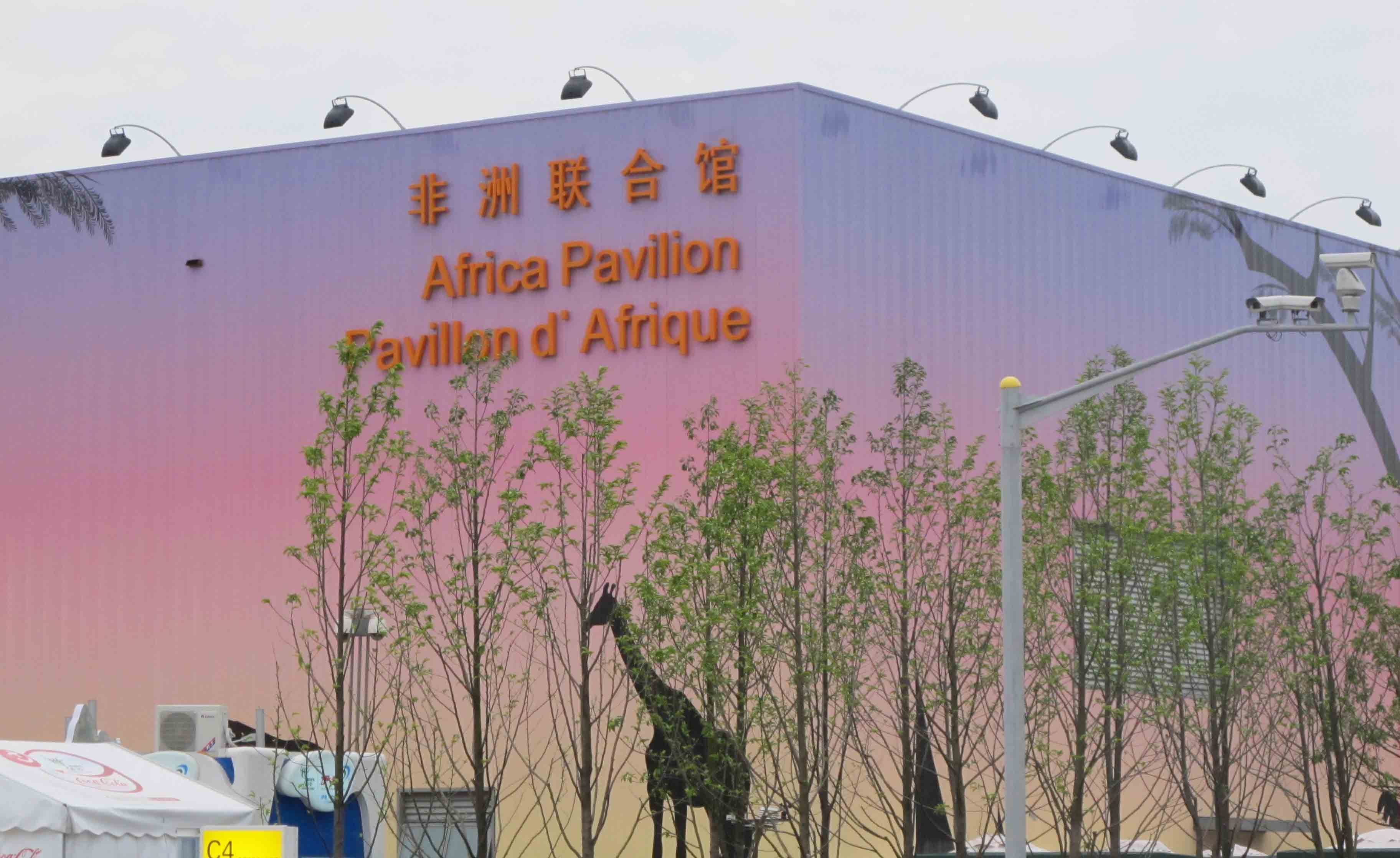
Padiglione africano

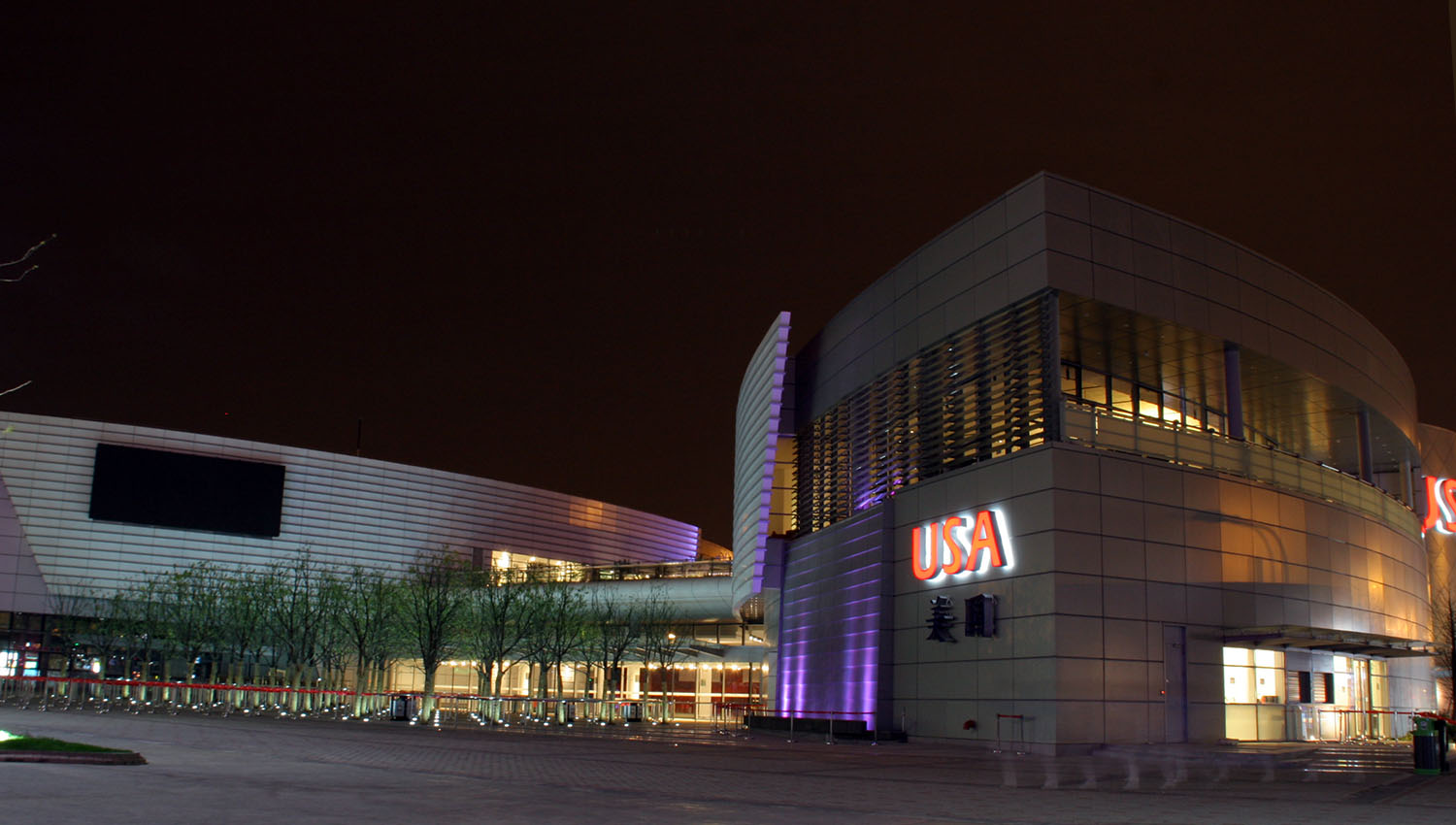
Padiglione USA

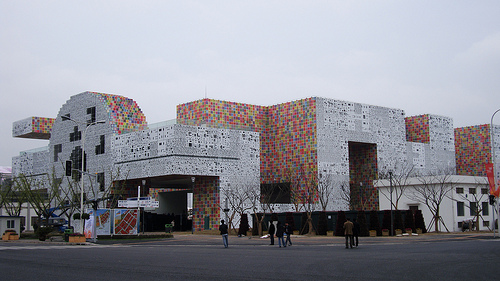
Padiglione sudcoreana

All'interno del sito espositivo, oltre ai padiglioni nazionali organizzati da singole nazioni, si trovavano i seguenti padiglioni collettivi:
- Africa

Le nazioni africane, come ormai tradizione durante le Expo, organizzarono un unico padiglione continentale comune. La struttura aveva una superficie di più di 26.000 metri quadri e ospitava le esposizioni di 42 Paesi, più quello dell'Unione africana. Quello costruito per la Expo 2010 è stato il padiglione africano più grande mai costruito per un'Esposizione.
- America centrale e meridionale

Le nazioni americane che non hanno organizzato un padiglione proprio hanno condiviso questo spazio espositivo comune. Vi hanno partecipato Panama, El Salvador, Honduras, Guatemala, Nicaragua, Costa Rica, Ecuador, Bolivia, Paraguay, Uruguay, Repubblica Dominicana. Da sottolineare che quest'ultima nazione non ha partecipato, come sarebbe stato logico, al padiglione caraibico.
- Asia I

In questo padiglione, situato nella Zona A, sono stati ospitati Bangladesh, Kirghizistan, Maldive, Mongolia, Tagikistan e Timor Est.
- Asia II

Anche questo padiglione era situato in Zona A e accoglieva Afghanistan, Bahrein, Giordania, Palestina, Siria e Yemen.
- Asia III

Il terzo padiglione collettivo dedicato al continente asiatico ospitava Laos e Myanmar.
- Caraibi

È stato il secondo padiglione collettivo dedicato alle nazioni americane, e in particolare a quelle caraibiche: Antigua e Barbuda, Bahamas, Barbados, Belize, Dominica, Grenada, Guyana, Haiti, Giamaica, Saint Kitts e Nevis, Saint Vincent e Grenadine, Saint Lucia, Suriname, Trinidad e Tobago. Si è registrata anche la presenza della Comunità caraibica e della Banca per lo sviluppo dei Caraibi.
- Europa I

Piccole nazioni europee si sono unite in questo padiglione collettivo posto in Zona C: Liechtenstein, Malta, Cipro e San Marino.
- Europa II

Il secondo padiglione collettivo europeo, sempre in Zona C, ha visto la partecipazione di: Albania, Armenia, Azerbaigian, Bulgaria, Georgia, Montenegro, Moldavia, Macedonia.
- Isole del Pacifico

Il padiglione collettivo dedicato alle piccole nazioni-isola del Pacifico era uno dei più grandi presenti alla Expo 2010 e ospitava dodici Paesi oltre al Forum delle isole del Pacifico e alla Organizzazione del turismo del Pacifico del sud.

### Padiglioni delle aziende
La Expo 2010 ha avuto un'intera sezione dedicata ai padiglioni aziendali. Sono state costruite ben 16 di queste strutture, cinque delle quali da 11 imprese statali
- Padiglione dell'informazione e della comunicazione

Questo padiglione, costruito da China Mobile e China Telecom, aveva una superficie di più di 6.000 metri quadrati. Il tema dell'esposizione è stato Informazione e Comunicazione - Prolungare i sogni di una città: si sono esplorati i vari aspetti della comunicazione e dell'informazione, come esse influenzino la vita di tutti i giorni e come possano contribuire al miglioramento della quotidianità.
- Padiglione dell'aviazione

Costruito da China Aviation Industry Corporation e China Eastern Airlines, entrambe società di proprietà statale, era un padiglione di circa 4.000 metri quadri, costato in totale 280 milioni di yuan (40,8 milioni di dollari).
- Padiglione del Petrolio

I tre gruppi industriali China National Petroleum Corporation, China Petrochemical Corporation and China National Offshore Oil Corporation, hanno collaborato alla costruzione di questo padiglione di circa 3.600 metri quadrati che, sotto il tema Petrolio, prolungare i sogni di una città, ha messo in mostra il contributo del petrolio allo sviluppo urbano.
- Padiglione della navigazione

La China State Shipbuilding Corporation ha costruito un padiglione di 5.000 metri quadri dove ha esposto i progressi dell'industria navale cinese e modelli di future imbarcazioni.
- Padiglione delle aziende giapponesi

Una vita migliore dal Giappone è il tema scelto dalle 14 industrie giapponesi che hanno firmato con Expo 2010 un contratto per la costruzione di un proprio padiglione. È stato costruito nella sezione Puxi, con una superficie di circa 4.000 metri quadrati. Anche alcuni governi locali giapponesi hanno contribuito alla sua costruzione ed hanno esposto al suo interno.
- Padiglione dell'automobile

Shanghai Automotive Industry Corp e General Motors hanno costruito un padiglione a forma di grande palla metallica, di circa 6.000 metri quadri, nella sezione Puxi. Sotto il tema La strada verso il futuro ha messo in mostra le tecnologie legate al traffico e all'automobile che saranno disponibili entro 20 anni.
- Padiglione dello spazio

È stato organizzato da China Aerospace Science and Technology Corporation, China Aerospace Science & Industry Corporation e China Electronics Technology Group Corporation.

### Premi finali
Come tradizione, a fine manifestazioni, vennero assegnati i premi per i migliori padiglioni, catalogati per dimensione. I premi vennero assegnati per Sviluppo del Tema, Creatività e Design.
|                                   | Sviluppo del Tema | Sviluppo del Tema | Sviluppo del Tema | Creatività         | Creatività    | Creatività | Design del Padiglione | Design del Padiglione | Design del Padiglione |
|                                   |                   |                   |                   |                    |               |            |                       |                       |                       |
| Categoria A                       | Germania          | Russia            | Francia           | Arabia Saudita     | Giappone      | Indonesia  | Regno Unito           | Corea del Sud         | Spagna                |
| Categoria B                       | Cile              | Nuova Zelanda     | Irlanda           | Svezia             | Polonia       | Marocco    | Finlandia             | Norvegia              | Danimarca             |
| Categoria C                       | Algeria           | Turchia           | Perù              | Slovenia           | Rep. Ceca     | Qatar      | Portogallo            | Ungheria              | Grecia                |
| Categoria D padiglioni collettivi | Mauritania        | Cipro             | Capo Verde        | Isole del Pacifico | Liechtenstein | Giordania  |                       |                       |                       |

## Cerimonie

### Cerimonia di apertura

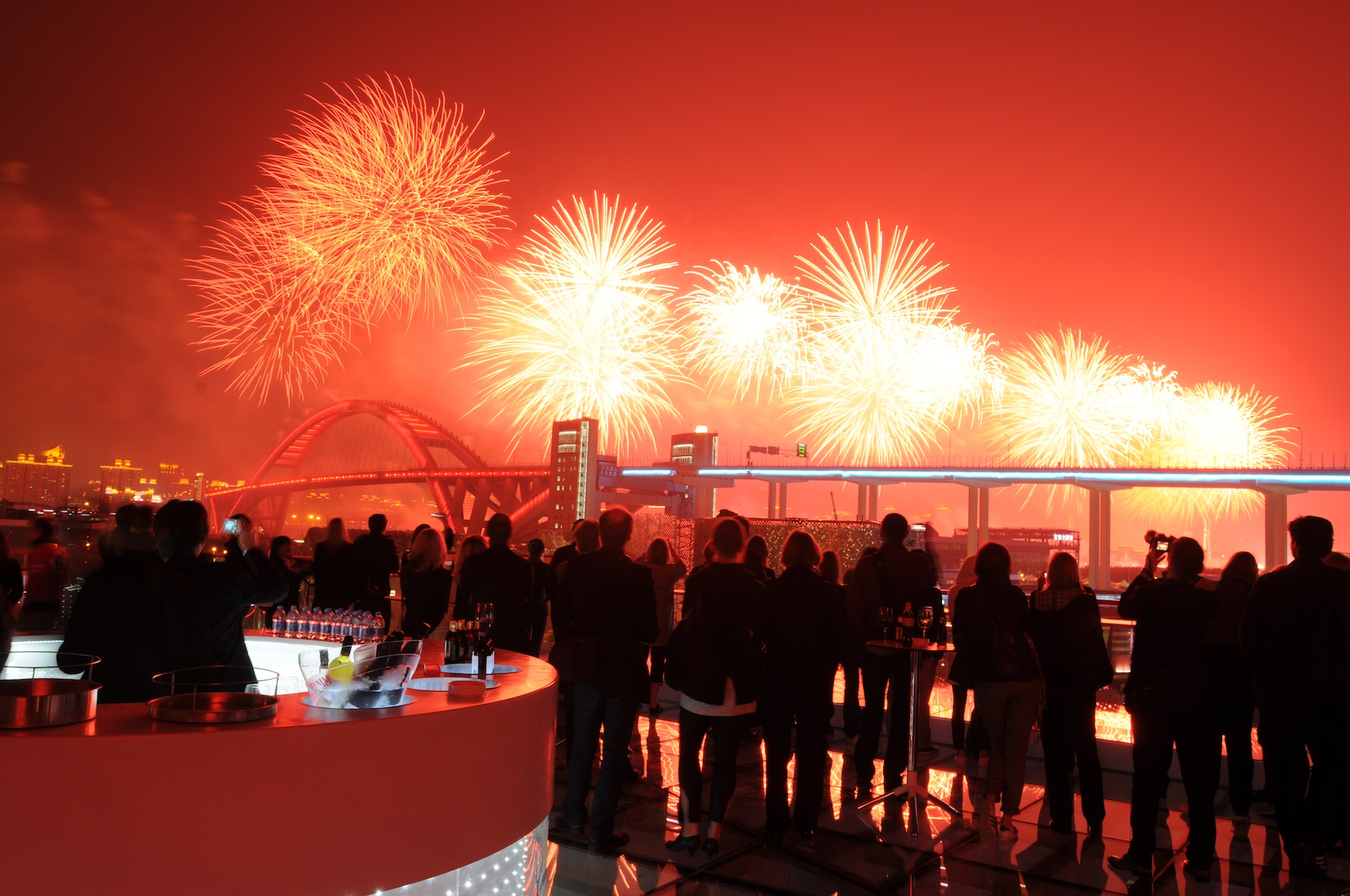
Fuochi d'artificio durante la cerimonia di apertura

La cerimonia inaugurale si è svolta la sera del 30 aprile, con la partecipazione di decine di leader politici di tutto il mondo. Artisti famosi come Andrea Bocelli, Jackie Chan e Lang Lang si sono esibiti davanti a un vastissimo pubblico. Per rendere visibile lo spettacolo al maggior numero di persone è stato utilizzato il più grande schermo televisivo a LED mai costruito. L'esposizione è stata dichiarata ufficialmente aperta dal presidente Hu Jintao.
Un gigantesco spettacolo di fuochi d'artificio (che furono inventati proprio dai cinesi) e di fasci di luce laser ha illuminato a giorno il cielo di Shanghai per 30 minuti; 6.000 grandi sfere di plastica colorate sono state fatte galleggiare sul fiume. Gli organizzatori lo hanno definito "il più grande spettacolo luminoso mai realizzato nella storia".
Erano presenti, oltre ai rappresentanti di tutti i paesi partecipanti, 20 capi di Stato o di governo:
- Il presidente dell'Armenia, Serzh Sarkisyan
- il primo ministro della Cambogia, Hun Sen
- il presidente della Repubblica del Congo, Denis Sassou-Nguesso
- il presidente della Commissione europea, José Manuel Barroso
- il presidente francese Nicolas Sarkozy con la moglie Carla Bruni
- il presidente del Gabon, Ali Bongo Ondimba
- il primo ministro del Kazakistan, Kärim Mäsimov
- il presidente del Kenya, Mwai Kibaki
- il presidente della Corea del Nord, Kim Yong Nam
- il presidente della Corea del Sud, Lee Myung-bak
- il presidente del Malawi, Bingu wa Mutharika
- il presidente del Mali, Amadou Toumani Touré
- il presidente di Malta, George Abela
- il presidente degli Stati Federati della Micronesia, Emanuel Mori
- il presidente della Mongolia, Tsakhia Elbegdorj
- il primo ministro dei Paesi Bassi, Jan Peter Balkenende
- il presidente dell'Autorità Nazionale Palestinese, Mahmoud Abbas
- il presidente delle Seychelles, James Alix Michel
- il presidente del Turkmenistan, Gurbanguly Berdymukhamedov
- il presidente del Vietnam, Nguyễn Tấn Dũng

### Cerimonia di chiusura
La cerimonia di conclusione di Expo 2010 venne organizzata all'interno del Expo Culture Center il 31 ottobre 2010. Fu il premier cinese Wen Jiabao a dichiarare conclusa la manifestazione dopo 184 giorni di apertura.
Alla presenza del presidente del BIE Jean-Pierre Lafon la bandiera del Bureau venne ammainata e consegnata al sindaco di Milano Letizia Moratti e all'amministratore delegato di Expo 2015 S.p.A. Giuseppe Sala, rappresentanti della successiva Expo 2015.

## Visitatori
L'esposizione di Shanghai è stata visitata da più di 73 milioni di persone durante i 184 giorni della manifestazione, battendo il precedente record di Osaka 1970. Le stime iniziali prevedevano più di 70 milioni di visitatori. Circa il 5,8% dei visitatori furono stranieri.

## Volontari
L'Esposizione universale di Shanghai ha visto la partecipazione di quasi 80.000 volontari dediti all'accoglienza dei visitatori. I volontari Expo hanno avuto un logo dedicato, lo slogan At your service at Expo (Al tuo servizio alla Expo) e una canzone intitolata Mondo interpretata da Tan Jing Chuan.

## Immagine della Expo

### Logo
Il Logo dell'Expo 2010, disegnato da Shao Honggeng, rappresenta due genitori che stringono il loro bambino. La figura richiama inoltre l'ideogramma cinese "shi" (che significa mondo), che risulta essere il più antico tra le lingue orientali con questo significato. Il colore verde simboleggia la vitalità e la creatività del popolo cinese.

### Mascotte
La mascotte della Expo Universale di Shanghai 2010 si chiama Haibao. Il nome significa il tesoro del mare ed è un tipico nome cinese porta fortuna.
Il personaggio è stato creato partendo dall'ideogramma cinese che significa gente, persone. La scelta è stata fatta per segnalare che i veri protagonisti della Expo 2010 devono proprio essere le persone che devono relazionarsi con il Mondo e con gli altri, creando una società migliore per una vita migliore.
Ogni singolo elemento che compone la figura della mascotte ha un suo significato. I capelli richiamano un'onda marina e danno l'idea di un carattere aperto, come è quello di Shanghai, la città organizzatrice dell'esposizione; il viso esprime amicizia e simpatia; il colore blu vuole dare l'idea della libertà e dell'immaginazione che sono concetti che richiamano alla vitalità e alle potenzialità della Cina; il corpo arrotondato esprime uno stile di vita sano e comunica anche l'idea di simpatia e tenerezza; la posizione tipica del personaggio è con il pollice alzato, segno di positività e di accoglienza verso tutti i visitatori della Expo che arrivano da ogni parte del mondo.
Haibao riesce quindi a personificare la cultura e lo spirito del Paese organizzatore e ad interpretare il tema Città migliore, Vita migliore, ma anche ad essere un segno visivo riconoscibile e utilizzabile per i media e un personaggio simpatico che possa anche avvicinare i più piccoli ai temi della Expo.

## Organizzazione
L'esposizione 2010 di Shanghai è stata la più costosa della storia fino a quel momento, con un investimento di 11,964 miliardi di yuan. L'organizzazione riuscì a trarre dalla manifestazione un profitto di più di 1 miliardo di yuan, grazie al record di visitatori. Il fatturato totale fu di 13,014 miliardi di yuan, compresi 7,36 miliardi di introiti per i biglietti di ingresso e 4 miliardi di yuan in sponsorizzazioni.
La città di Shanghai spese 19,74 miliardi di yuan per la preparazione e costruzione del sito, sfondando il budget di circa 18 miliardi di yuan.

## Selezione della città organizzatrice
La città di Shanghai è stata scelta come città organizzatrice dell'Esposizione Universale del 2010 durante la 132ª assemblea del BIE tenutasi il 3 dicembre 2002 a Monte Carlo,  Monaco.
Le altre città che concorrevano per l'organizzazione dell'evento erano Mosca  Russia, Yeosu  Corea del Sud (poi organizzatrice della Expo 2012), Breslavia  Polonia (che successivamente tentò l'organizzazione della Expo 2012) e Querétaro  Messico.
Alla votazione parteciparono gli 89 rappresentanti degli altrettanti stati membri che allora componevano il BIE. Il risultato finale si ebbe soltanto alla quarta votazione in cui la città cinese ottenne 54 voti contro i 34 di quella coreana (con un rappresentante astenuto).
| Votazione per Expo 2008 | Votazione per Expo 2008 | Votazione per Expo 2008 | Votazione per Expo 2008 | Votazione per Expo 2008 | Votazione per Expo 2008 | Votazione per Expo 2008 |
| Città                   | Paese                   | 1ª votazione            | 2ª votazione            | 3ª votazione            | 4ª votazione            |                         |
| ----------------------- | ----------------------- | ----------------------- | ----------------------- | ----------------------- | ----------------------- | ----------------------- |
| Mosca                   | Russia                  | 12                      | 10                      | 12                      | -                       |                         |
| Querétaro               | Messico                 | 6                       | 6                       | -                       | -                       |                         |
| Shanghai                | Cina                    | 36                      | 38                      | 44                      | 54                      |                         |
| Breslavia               | Polonia                 | 6                       | -                       | -                       | -                       |                         |
| Yeosu                   | Corea del Sud           | 28                      | 34                      | 32                      | 34                      |                         |